# کاک (دریاچه)
کاک (به قزاقی: Kak) یک دریاچه در قزاقستان است که در استان قزاقستان شمالی واقع شده‌است.